# Friedrich Ulrich (bokhandlare)
Friedrich Didrich Daniel Ulrich, född 4 februari 1752 i Teterow, Mecklenburg död 3 november 1812 i Stockholm, var en tysk-svensk skolman och bokhandlare.
Friedrich Ulrich var son till linnevävaren Johan Christian Ulrich och Maria Elisabeth Peterzen. Han ägnade sig i ungdomen åt handelsyrket och var under fyra år kontorsanställd innan han 1773 blev student vid universitetet i Kiel, där han tillbringade tre år, varefter han konditionerade i olika familjer i tre år. 1779–1787 var han rektor för skolan i Boizenburg och gjorde sig där känd som en god pedagog. han kallades 1787 till rektor för Tyska skolan i Norrköping, vilken befattning han innehade till 1801. Under denna tid bedrev han en mångsidig verksamhet i staden. Bland annat innehade han där 1788–1799 ett högt skattat handelsinstitut, där språkundervisningen leddes av svenska lärare. Dessutom drev han bokhandel med lånebiblioteksrörelse som bisyssla tills denna verksamhet efter 1799 blev hans huvudyrke. Ulrichs import av utländsk litteratur var betydande, och han bedrev även förlagsverksamhet. Ulrich flyttade till Stockholm 1801 och innehade till sin död bokhandel vid Stortorget, samtidigt som han fortfarande hade kvar affären i Norrköping. Affären i Stockholm växte snart till att bli Sveriges dittills troligen främsta bokhandel. Ulrich var otvetydigt en föregångsman inom den svenska bokhandeln genom sina vidsträckta utlandsförbindelser. Under de sista åren av Ulrichs liv försämrades dock konjunkturerna på bokmarknaden genom valutasvårigheter, importrestriktioner och transporthämningar under de alltmer stegrade krigsoroligheterna, och företagets ställning försvagades.